# 奧地利的瑪麗亞·特蕾莎 (1684-1696)
奧地利的瑪麗亞·特蕾莎（德語：Maria Theresia von Österreich，1684年8月22日—1696年9月28日），神聖羅馬皇帝利奧波德一世的第六女（第二、三女夭折，形同第四女）。
1696年，瑪麗亞·特蕾莎因天花去世，年僅12歲。